# Kanton Léguevin
Der Kanton Léguevin ist seit 1790 ein französischer Wahlkreis im Arrondissement Toulouse, im Département Haute-Garonne und in der Region Okzitanien; sein Hauptort ist Léguevin.

## Gemeinden
Der Kanton besteht aus 35 Gemeinden mit insgesamt 58.715 Einwohnern (Stand: 1. Januar 2022) auf einer Gesamtfläche von 447,99 km²:
| Gemeinde                 | Einwohner 1. Januar 2022 | Fläche km² | Dichte Einw./km² | Code INSEE | Postleitzahl |
| ------------------------ | ------------------------ | ---------- | ---------------- | ---------- | ------------ |
| Bellegarde-Sainte-Marie  | 203                      | 11,66      | 17               | 31061      | 31230        |
| Bellesserre              | 110                      | 3,39       | 32               | 31062      | 31480        |
| Bretx                    | 666                      | 8,41       | 79               | 31089      | 31530        |
| Brignemont               | 367                      | 21,96      | 17               | 31090      | 31480        |
| Cabanac-Séguenville      | 187                      | 10,18      | 18               | 31096      | 31480        |
| Cadours                  | 1.134                    | 10,58      | 107              | 31098      | 31480        |
| Caubiac                  | 440                      | 7,99       | 55               | 31126      | 31480        |
| Cox                      | 365                      | 4,07       | 90               | 31156      | 31480        |
| Daux                     | 2.575                    | 16,88      | 153              | 31160      | 31700        |
| Drudas                   | 199                      | 11,17      | 18               | 31164      | 31480        |
| Garac                    | 167                      | 6,05       | 28               | 31209      | 31480        |
| Grenade                  | 9.039                    | 37,01      | 244              | 31232      | 31330        |
| Lagraulet-Saint-Nicolas  | 283                      | 16,11      | 18               | 31265      | 31480        |
| Laréole                  | 159                      | 8,88       | 18               | 31275      | 31480        |
| La Salvetat-Saint-Gilles | 8.477                    | 5,75       | 1.474            | 31526      | 31880        |
| Larra                    | 2.249                    | 16,36      | 137              | 31592      | 31330        |
| Lasserre-Pradère         | 1.590                    | 14,40      | 110              | 31277      | 31530        |
| Launac                   | 1.305                    | 22,32      | 58               | 31281      | 31330        |
| Le Burgaud               | 937                      | 24,18      | 39               | 31093      | 31330        |
| Le Castéra               | 797                      | 16,71      | 48               | 31120      | 31530        |
| Le Grès                  | 464                      | 8,13       | 57               | 31234      | 31480        |
| Léguevin                 | 9.710                    | 24,45      | 397              | 31291      | 31490        |
| Lévignac                 | 2.206                    | 12,22      | 181              | 31297      | 31530        |
| Menville                 | 799                      | 5,07       | 158              | 31338      | 31530        |
| Mérenvielle              | 480                      | 10,45      | 46               | 31339      | 31530        |
| Merville                 | 6.640                    | 30,68      | 216              | 31341      | 31330        |
| Montaigut-sur-Save       | 1.946                    | 12,65      | 154              | 31356      | 31530        |
| Ondes                    | 815                      | 6,57       | 124              | 31403      | 31330        |
| Pelleport                | 542                      | 10,38      | 52               | 31413      | 31480        |
| Puysségur                | 138                      | 5,44       | 25               | 31444      | 31480        |
| Saint-Cézert             | 443                      | 8,94       | 50               | 31473      | 31330        |
| Sainte-Livrade           | 256                      | 6,16       | 42               | 31496      | 31530        |
| Saint-Paul-sur-Save      | 1.749                    | 5,07       | 345              | 31507      | 31530        |
| Thil                     | 1.121                    | 23,68      | 47               | 31553      | 31530        |
| Vignaux                  | 157                      | 4,04       | 39               | 31577      | 31480        |
| Kanton Léguevin          | 58.715                   | 447,99     | 131              | 3108       | –            |

Bis zur landesweiten Neuordnung der französischen Kantone im März 2015 gehörten zum Kanton Léguevin die zehn Gemeinden Brax, La Salvetat-Saint-Gilles, Lasserre, Léguevin, Lévignac, Mérenvielle, Pibrac, Plaisance-du-Touch, Pradère-les-Bourguets und Sainte-Livrade. Sein Zuschnitt entsprach einer Fläche von 130,20 km2. Er besaß vor 2015 einen anderen INSEE-Code als heute, nämlich 3118.

## Veränderungen im Gemeindebestand seit der landesweiten Neuordnung der Kantone
2018: Fusion Lasserre und Pradère-les-Bourguets → Lasserre-Pradère

## Bevölkerungsentwicklung
| 1962 | 1968 | 1975   | 1982   | 1990   | 1999   | 2006   | 2011   |
| ---- | ---- | ------ | ------ | ------ | ------ | ------ | ------ |
| 5602 | 8169 | 13.021 | 18.422 | 28.426 | 38.741 | 42.844 | 46.193 |